# Parafia św. Katarzyny Aleksandryjskiej w Betlejem
Parafia św. Katarzyny Aleksandryjskiej w Betlejem – rzymskokatolicka parafia znajdująca się w łacińskim patriarchacie Jerozolimy, w wikariacie jerozolimskim, w Palestynie. Parafię prowadzą franciszkanie.
Na terenie parafii znajduje się Bazylika Narodzenia Pańskiego.